# 佔位效應 (醫學)
佔位效應（Mass effect）指的是病變組織擠壓或侵蝕周圍組織的繼發病理性效應。

## 肿瘤学
在肿瘤学中，通常指的就是肿瘤。
例如，甲狀腺癌可能由於頭部和頸部某些結構的擠壓而引起症狀；喉部神經承受的壓迫可能導致聲音的變化，氣管的狹窄可能會導致喘鳴，壓迫食道可能會引起吞嚥困難等。潛在的病理无法治愈，但有時可以用外科手術切除或去膨大來減輕腫塊的症狀。

## 神经学
在神經學中，佔位效應指任何佔位所帶來的影響。例如，脑出血（顱內出血）的不断恶化在临床中表現出嚴重的血肿。 腦出血引起的血肿可以對大腦產生佔位效應，颅内压力增高，还可能造成大腦中線位移或脑疝，后者可以致命。
在磁共振成像或CT等現代層析成像軟組織成像發明之前，无法直接顯示多種原發性顱內損傷，所以有必要对這種效應进行額外診斷。当时有时能通过對周圍結構的異常佔位效應，间接推斷原發性異常的存在。例如通過使用腦血管造影觀察由硬腦膜血腫壓迫腦部引起的繼發性血管位移，或者通過尋找在腦電圖显示的心室輪廓上腫瘤引起的扭曲。然而，此类诊断方法常有侵入性，會造成不適，同时对主要症狀的評估有限。在現代診斷工具产生后，醫師可以更方便地定位和观察各種顱內病變，从而做出診斷，不必依靠間接影響。